# Paramecij
Paramecij je rod praživali iz debla migetalkarjev. Je enoceličar in v dolžino meri 50–350 μm, odvisno od vrste.
Zanj sta značilni dve jedri v citoplazmi; eno je namenjeno razmnoževanju, drugo pa življenjskim potrebam. Premika se z migetalkami. Ima tudi prebavno vakuolo in krčljivo vakuolo s katero iztiska vodo iz telesa. Hrani se z bakterijami in drugimi mikroorganizmi. Razmnožuje se nespolno s prečno delitvijo ali pa spolno s konjugacijo. Paramecij je široko razširjen v sladkih in morskih vodah. 